# مارفل فيرسز كابكوم أورجنز
مارفل فيرسز كابكوم أورجنز (بالإنجليزية: Marvel vs. Capcom Origins)‏، هي لعبة قتال طورتها شركة آيرون غالاكسي، ونشرتها شركة كابكوم اليابانية في المتاجر الإلكترونية في شهر سبتمبر 2012 لمنصتي بلاي ستيشن 3، وإكس بوكس 360. اللعبة عبارة عن مجموعة من لعبتين وهما: مارفل سوبر هيروز، ومارفل ضد كابكوم: كلاش اوف سوبر هيروس.